# اقتصاديات العلوم
تهدف اقتصاديات العلوم إلى فهم أثر العلم على التطور التكنولوجي، لتوضيح سلوكيات العلماء وفهم وإدراك مدى كفاءة أو /عدم كفاءة المؤسسات العلمية. وقد نتجت أهمية اقتصاديات العلوم بشكل أساسي عن أهمية العلم بصفته دافعًا للتكنولوجيا والتكنولوجيا التي تعد بدورها دافعًا للإنتاجية والنمو. ومع وجود يقين راسخ بأن العلم أمر هام، حاول الاقتصاديون فهم سلوكيات العلماء
وكيفية عمل المؤسسات العلمية.